# Nekrolog 1884
Nekrolog
◄◄
| ◄
| 1880
| 1881
| 1882
| 1883
| 1884 | 1885 | 1886 | 1887 | 1888 | ► | ►►
Weitere Ereignisse | Allgemeiner Nekrolog 1884
Die Beschreibung der verstorbenen Person sollte so kurz wie möglich gehalten sein und nur deren signifikante Tätigkeit(en) enthalten.
Neue Namen ggf. auch unter dem Geburts- und Sterbedatum, also etwa unter 1. Januar und im Geburts- und Sterbejahr (2024) eintragen (nur bei entsprechender großer Wichtigkeit). Für Beispiele siehe die schon vorhandenen Artikel.
Außerdem über die fünf zuletzt Verstorbenen, zu denen es einen ausreichend guten Artikel für eine Präsentation auf der Hauptseite gibt, nach der todesbedingten Überarbeitung der Artikel ggf. auch unter Wikipedia Diskussion:Hauptseite informieren und sie am besten auch in den anderen Wikipedia-Sprachversionen eintragen. Tipp: Regelmäßig bei news.google.de nach „ist tot“, „gestorben“ oder „verstorben“ suchen.
Wenn eine Person gestorben ist, gibt es viele Seiten zu dieser Person in der Wikipedia, die davon auch betroffen sind und entsprechend aktualisiert werden müssen. Beispiele: Namenübersichtsseite, Geburtsjahr, Geburtsort-Seiten und viele mehr.
Wie finde ich die betroffenen Seiten?
Im Suchfeld auf der linken Seite gibt man den Suchbegriff so ein: „Vorname Nachname“. Dann klickt man auf Volltext und alle Seiten mit entsprechendem Suchtext werden aufgerufen. Hier sieht man dann schnell, wo auch das Todesjahr Sinn macht oder sogar ein Teil des Artikels angepasst werden muss. Auch hilft das „Werkzeug“ auf der linken Seite sehr gut, um solche Seiten aufzufinden: „Links auf diese Seite“. Somit ist die Wikipedia wieder aktuell in allen Bereichen! Hinweis: bei Eintragung der Kategorie „Gestorben JAHR“ wird der Missbrauchsfilter 49 ausgelöst, was jedoch nicht schlimm ist. Siehe: Spezial:Missbrauchsfilter/49
Dies ist eine Liste von im Jahr 1884 verstorbenen bekannten Persönlichkeiten. Die Einträge erfolgen innerhalb der einzelnen Daten alphabetisch sortiert. Tiere sind im Nekrolog für Tiere zu finden.

## Januar
| Tag        | Name                              | Beruf, bekannt als | Alter | Beleg |
| ---------- | --------------------------------- | --- | ----- | ----- |
| 2. Januar  | Wendel Bollman                    | amerikanischer Bauingenieur | 69    |       |
| 2. Januar  | Margarethe von Bülow              | deutsche Autorin | 23    |       |
| 2. Januar  | Daniel Harrwitz                   | deutscher Schachmeister | 62    |       |
| 2. Januar  | Johann Gerhard Oncken             | Baptistenpastor, Begründer der deutschen und kontinentaleuropäischen Baptistengemeinden                                                                    | 83    |       |
| 3. Januar  | Otto Plathner                     | deutscher Jurist und Politiker | 72    |       |
| 3. Januar  | Henri Ramière                     | französischer Jesuit und Publizist | 62    |       |
| 3. Januar  | Karl Wielandt                     | deutscher Verwaltungsbeamter und Richter | 63    |       |
| 4. Januar  | Carl Bruch                        | deutscher Anatom | 64    |       |
| 4. Januar  | Louis Ehlert                      | deutscher Komponist und Musikkritiker | 58    |       |
| 4. Januar  | Franz Gehring                     | deutscher Musikpublizist | 45    |       |
| 4. Januar  | Franz Philipp von Kübel           | deutscher Jurist |       |       |
| 5. Januar  | Eduard Lasker                     | deutscher Politiker (NLP), MdR und Jurist | 54    |       |
| 6. Januar  | Wilhelm von Brauchitsch           | deutscher Politiker, MdR | 63    |       |
| 6. Januar  | Clemens August Heckmann           | deutscher Verwaltungsbeamter |       |       |
| 6. Januar  | Gregor Mendel                     | österreichischer Mönch und Genetiker | 61    |       |
| 6. Januar  | Paul Taglioni                     | italienischer Tänzer, Choreograf und Ballettmeister | 75    |       |
| 8. Januar  | Friedrich Bergmüller              | österreichischer Bierbrauer und Politiker | 65    |       |
| 8. Januar  | Eugenius Birch                    | britischer Architekt und Ingenieur | 65    |       |
| 8. Januar  | Keshab Chandra Sen                | bengalischer Sozialreformer | 45    |       |
| 8. Januar  | Axel Eggert von Usedom            | deutscher Verwaltungsjurist | 44    |       |
| 9. Januar  | William Buckler                   | britischer Entomologe | 69    |       |
| 9. Januar  | Wilhelm Heinrich Erbkam           | deutscher evangelischer Theologe | 73    |       |
| 10. Januar | Rostislaw Andrejewitsch Fadejew   | russischer General und Militärschriftsteller | 59    |       |
| 10. Januar | Philipp Hindermann                | Schweizer Lehrer und Dichter in Baseldeutsch | 87    |       |
| 10. Januar | Wichard Lange                     | deutscher Pädagoge | 57    |       |
| 10. Januar | Théodore Ratisbonne               | französischer römisch-katholischer Geistlicher und Ordensgründer                                                                                           | 81    |       |
| 11. Januar | Hermann Ulrici                    | deutscher Philosoph | 77    |       |
| 11. Januar | Theodor Wißmann                   | deutscher Verwaltungsbeamter und Parlamentarier | 65    |       |
| 12. Januar | Amory Coffin                      | amerikanischer Mediziner und Arzt | 70    |       |
| 12. Januar | Robert von Ludwig                 | deutscher Politiker, MdR | 62    |       |
| 12. Januar | Elfriede von Mühlenfels           | deutsche Schriftstellerin |       |       |
| 13. Januar | Friedrich Herwarth von Bittenfeld | preußischer General der Infanterie | 81    |       |
| 14. Januar | Samuel Augustus Bridges           | US-amerikanischer Politiker | 81    |       |
| 14. Januar | Otto Heinrich Hase                | deutscher Politiker | 65    |       |
| 14. Januar | Philip Phillips                   | US-amerikanischer Rechtsanwalt und Politiker | 76    |       |
| 14. Januar | Philippe Suchard                  | Schweizer Schokoladenhersteller und Unternehmer | 86    |       |
| 14. Januar | Otto Carl Würth                   | deutscher Jurist und Politiker | 80    |       |
| 17. Januar | Guillaume Jean Gérard Klerck      | niederländischer Ingenieuroffizier und Politiker, Minister                                                                                                 | 58    |       |
| 17. Januar | Julius Nagel                      | deutscher evangelisch-lutherischer Theologe | 74    |       |
| 17. Januar | Hermann Schlegel                  | deutscher Ornithologe und Herpetologe | 79    |       |
| 17. Januar | Friedrich Schmitt                 | deutscher Sänger und Gesangslehrer | 71    |       |
| 18. Januar | Green Adams                       | US-amerikanischer Politiker | 71    |       |
| 18. Januar | George John Malcolm               | britischer Seeoffizier und ägyptischer Beamter | 54    |       |
| 18. Januar | Jakob Rullmann                    | deutscher evangelischer Theologe und Historiker | 76    |       |
| 19. Januar | William C. Plunkett               | US-amerikanischer Politiker | 84    |       |
| 20. Januar | John Richard Darley               | irischer Bischof von Kilmore, Elphin und Ardagh |       |       |
| 20. Januar | Julius Pintsch                    | deutscher Unternehmer | 69    |       |
| 21. Januar | Domingo Bello y Espinosa          | spanischer Botaniker | 66    |       |
| 21. Januar | Auguste-Joseph Franchomme         | französischer Cellist und Komponist | 75    |       |
| 21. Januar | Pauline Henckel von Donnersmarck  | französische Mätresse | 64    |       |
| 21. Januar | Johann Stieger                    | österreichischer Jurist, Politiker und Mitglied der Frankfurter Nationalversammlung                                                                        | 75    |       |
| 22. Januar | John Luther Bridgers senior       | US-amerikanischer Jurist und Plantagenbesitzer sowie konföderierter Politiker und Offizier                                                                 | 62    |       |
| 22. Januar | Guido von Usedom                  | preußischer Diplomat | 78    |       |
| 23. Januar | Wilhelm Schubart                  | deutscher Verwaltungsjurist | 75    |       |
| 24. Januar | Christian Götz                    | badischer Generalmajor, später preußischer Generalleutnant                                                                                                 | 73    |       |
| 24. Januar | Hardy Strickland                  | US-amerikanischer Plantagenbesitzer, Goldgräber und Politiker sowie konföderierter Offizier                                                                | 65    |       |
| 25. Januar | Ernst Heusinger                   | deutscher Schriftsteller, Redakteur und Maler | 91    |       |
| 25. Januar | Périclès Pantazis                 | griechischer Maler | 34    |       |
| 25. Januar | Johann Gottfried Piefke           | deutscher Militärmusiker und Komponist | 68    |       |
| 26. Januar | John Letcher                      | US-amerikanischer Politiker | 70    |       |
| 27. Januar | Edmund William McGregor Mackey    | US-amerikanischer Politiker | 37    |       |
| 28. Januar | Augustin-Alexandre Dumont         | französischer Bildhauer | 82    |       |
| 28. Januar | August Wilhelm Grube              | deutscher Pädagoge und Schriftsteller |       |       |
| 28. Januar | Wilhelm Klinkerfues               | deutscher Astronom | 56    |       |
| 28. Januar | Karl Wüst                         | Oberbürgermeister der Stadt Heilbronn | 43    |       |
| 29. Januar | Pawlo Tschubynskyj                | ukrainischer Ethnograph, Folklorist, Historiker, Geograph und Journalist                                                                                   | 45    |       |
| 30. Januar | Luigi Bilio                       | italienischer Kardinal der römisch-katholischen Kirche | 57    |       |
| 30. Januar | Friedrich Ferdinand von Levetzow  | schleswig-holsteinischer Verwaltungsjurist in dänischen Diensten, Landvogt auf Fehmarn, Vertreter in der holsteinischen Ständeversammlung und Gutsbesitzer | 81    |       |
| 30. Januar | Moses B. Russell                  | US‑amerikanischer Porträt‑ und Miniaturmaler | 74    |       |
| 31. Januar | Karl Fischer                      | österreichischer Theaterschauspieler und -regisseur | 82    |       |
| 31. Januar | Carl Johann Nepomuk Hemerlein     | deutscher Historien- und Landschaftsmaler sowie Archivar                                                                                                   | 76    |       |
| 31. Januar | Franz Senn                        | Begründer des Fremdenverkehrs in Tirol, Gründer des Deutschen Alpenvereines                                                                                | 52    |       |
| 31. Januar | Rudolf Thiel                      | deutscher Jurist und Politiker (NLP), MdR | 58    |       |

## Februar
| Tag         | Name                            | Beruf, bekannt als | Alter | Beleg |
| ----------- | ------------------------------- | --- | ----- | ----- |
| 1. Februar  | Anton Schnyder                  | Schweizer Politiker | 79    |       |
| 2. Februar  | Carl Friedrich von Haas         | württembergischer Oberamtmann und Landtagsabgeordneter                                                                        | 89    |       |
| 2. Februar  | Julius Köbner                   | dänischer Baptistenpastor, Schriftsteller, Lyriker, Mitbegründer der deutschen und kontinentaleuropäischen Baptistengemeinden | 77    |       |
| 2. Februar  | Friedrich Mauthe                | deutscher Unternehmer und Uhrenfabrikant                                                                                      | 61    |       |
| 2. Februar  | Wendell Phillips                | US-amerikanischer Abolitionist und Politiker                                                                                  | 72    |       |
| 3. Februar  | Josefine Gallmeyer              | österreichische Schauspielerin                                                                                                | 45    |       |
| 3. Februar  | Theodor Gessner                 | deutscher Gymnasialdirektor                                                                                                   | 53    |       |
| 3. Februar  | Gotthilf Hagen                  | deutscher Ingenieur | 86    |       |
| 3. Februar  | Louis Jéhotte                   | belgischer Bildhauer |       |       |
| 4. Februar  | Max Becker                      | badischer Eisenbahningenieur                                                                                                  | 66    |       |
| 4. Februar  | Henry Cooper                    | US-amerikanischer Politiker                                                                                                   | 56    |       |
| 4. Februar  | George Engelmann                | US-amerikanischer Arzt und Botaniker deutscher Abstammung                                                                     | 75    |       |
| 4. Februar  | David Klein                     | deutscher Opernsänger (Bass)                                                                                                  | 67    |       |
| 4. Februar  | Georges Auguste Leschot         | Schweizer Uhrmacher und Erfinder                                                                                              | 83    |       |
| 4. Februar  | Hans Lassen Martensen           | dänischer Theologe | 75    |       |
| 4. Februar  | Christoph Bernhard Schlüter     | deutscher Dichter und Philosoph                                                                                               | 82    |       |
| 4. Februar  | Edward Thynne                   | britischer Politiker | 77    |       |
| 5. Februar  | Anton Bloem                     | deutscher Anwalt und Parlamentarier                                                                                           | 69    |       |
| 5. Februar  | Adolf Krummacher                | deutscher evangelischer Theologe und Verfasser von Kirchenliedern                                                             | 59    |       |
| 5. Februar  | Maria Anna von Portugal         | Prinzessin von Braganza und Sachsen-Coburg und Gotha, Infantin von Portugal                                                   | 40    |       |
| 7. Februar  | Johann Friedrich Julius Schmidt | deutscher Astronom und Geologe                                                                                                | 58    |       |
| 8. Februar  | Eduard von Bach                 | österreichischer Politiker und Verwaltungsbeamter                                                                             |       |       |
| 8. Februar  | Cetshwayo                       | letzter souveräner König der Zulu (1872–1879) und ihr Führer im Zulukrieg                                                     |       |       |
| 8. Februar  | Arnold Henri Guyot              | schweizerisch-US-amerikanischer Naturforscher und Geograph                                                                    | 76    |       |
| 9. Februar  | Heinrich Julius Blume           | Kaufmann und Abgeordneter der Hamburger Bürgerschaft                                                                          | 78    |       |
| 10. Februar | Theodor Heyse                   | deutscher Altphilologe | 80    |       |
| 11. Februar | John Hutton Balfour             | schottischer Arzt und Botaniker                                                                                               | 75    |       |
| 11. Februar | Thomas Chenery                  | englischer Orientalist |       |       |
| 11. Februar | Thomas Kinsella                 | US-amerikanischer Politiker                                                                                                   | 51    |       |
| 11. Februar | Philipp Madler                  | deutscher Forstbeamter und Heimatforscher                                                                                     | 84    |       |
| 11. Februar | Josef Naredi                    | österreichischer Bezirksrichter und Politiker                                                                                 | 57    |       |
| 12. Februar | Aaron Bernstein                 | deutscher Schriftsteller, Publizist und Journalist                                                                            | 71    |       |
| 13. Februar | Tomás Medina Menéndez           | Supremo Director von El Salvador                                                                                              | 80    |       |
| 13. Februar | Wilhelm von Tümpling            | preußischer General der Kavallerie                                                                                            | 74    |       |
| 14. Februar | Eduard Häberlin                 | Schweizer Politiker | 63    |       |
| 14. Februar | Franz Wohlfahrt                 | deutscher Komponist und Musiklehrer                                                                                           | 50    |       |
| 15. Februar | Friedrich Notter                | deutscher Schriftsteller, und Politiker (DP), MdR                                                                             | 82    |       |
| 16. Februar | Niels Hoffmeyer                 | dänischer Meteorologe | 47    |       |
| 17. Februar | Carl Wilhelm Bergemann          | deutscher Chemiker, Pharmazeut und Mineraloge                                                                                 | 80    |       |
| 17. Februar | Heinrich Berghaus               | deutscher Kartograph und Geograph                                                                                             | 86    |       |
| 17. Februar | Paul Hartmann                   | deutscher Unternehmer | 71    |       |
| 17. Februar | Ernst Joseph Lexis              | deutscher Arzt und Politiker                                                                                                  | 75    |       |
| 18. Februar | Johann Christian Hertzer        | deutscher Architekt und Lokalpolitiker, Bürgermeister der Stadt Ilmenau (1849–1873)                                           | 76    |       |
| 18. Februar | Nikolaus von Pottenburg         | österreichischer Diplomat |       |       |
| 19. Februar | Albert von Jäger                | Regierungsrat und königlicher Regierungsdirektor                                                                              | 69    |       |
| 19. Februar | Karl Müllenhoff                 | deutscher Philologe | 65    |       |
| 20. Februar | Jean-Louis Borel                | französischer General und Kriegsminister                                                                                      | 64    |       |
| 20. Februar | Johannes Theodor Laurent        | deutscher Geistlicher, Apostolischer Vikar von Luxemburg                                                                      | 79    |       |
| 23. Februar | Werner von Selchow              | preußischer Landwirtschaftsminister                                                                                           | 78    |       |
| 23. Februar | John Trimble                    | US-amerikanischer Politiker                                                                                                   | 72    |       |
| 24. Februar | Georg Büchmann                  | deutscher Philologe | 62    |       |
| 24. Februar | James R. Partridge              | US-amerikanischer Politiker und Diplomat                                                                                      | 60    |       |
| 24. Februar | Christian Schmidt               | deutscher Unternehmer | 39    |       |
| 25. Februar | Richard von Friesen             | sächsischer Politiker | 75    |       |
| 25. Februar | Thomas Milner Gibson            | britischer Politiker, Mitglied des House of Commons                                                                           | 77    |       |
| 25. Februar | Utto Lang                       | Abt des Klosters Metten, Präses der Bayerischen Benediktinerkongregation                                                      | 78    |       |
| 25. Februar | Samuel Price                    | US-amerikanischer Politiker                                                                                                   | 78    |       |
| 25. Februar | Jean-Paul Adam Schramm          | französischer Divisionsgeneral der Infanterie                                                                                 | 94    |       |
| 26. Februar | Peter Becker                    | Landtagsabgeordneter Großherzogtum Hessen                                                                                     | 79    |       |
| 26. Februar | Johann Daniel Eschenburg        | Senator der Freien und Hansestadt Lübeck                                                                                      | 74    |       |
| 26. Februar | Emanuel Félix de Wimpffen       | französischer General | 72    |       |
| 26. Februar | Alexander Wood                  | britischer Arzt | 66    |       |
| 26. Februar | Auguste Zabel                   | Stifterin in Gera | 76    |       |
| 27. Februar | Marie de Jésus Deluil-Martiny   | Gründerin der Kongregation der Töchter des Herzen Jesu                                                                        | 42    |       |
| 27. Februar | William H. Hunt                 | US-amerikanischer Jurist und Politiker                                                                                        | 60    |       |
| 27. Februar | Peter Paul MacSwiney            | irischer Politiker |       |       |
| 28. Februar | Andon Bedros IX. Hassunian      | Patriarch von Kilikien der Armenisch-katholischen Kirche und Kardinal der römischen Kirche                                    | 74    |       |
| 28. Februar | Richard D. Hubbard              | Anwalt, Politiker und Gouverneur von Connecticut                                                                              | 65    |       |

## März
| Tag      | Name                                | Beruf, bekannt als                                                                  | Alter | Beleg |
| -------- | ----------------------------------- | ----------------------------------------------------------------------------------- | ----- | ----- |
| 1. März  | Hermann Friedberg                   | deutscher Chirurg und Gerichtsmediziner                                             | 66    |       |
| 1. März  | Isaac Todhunter                     | britischer Mathematiker und Mathematikhistoriker                                    | 63    |       |
| 1. März  | Carl Trost                          | deutscher Maler und Zeichner                                                        | 72    |       |
| 2. März  | Theodor Griesinger                  | deutscher Schriftsteller                                                            | 74    |       |
| 2. März  | Augustus Weismann                   | deutsch-US-amerikanischer Apotheker und Politiker                                   | 74    |       |
| 3. März  | Catherine Flannagan                 | irische Mörderin                                                                    | ~65   |       |
| 3. März  | Margaret Higgins                    | irische Mörderin                                                                    | ~41   |       |
| 3. März  | Hermann Presber                     | deutscher Schriftsteller und Lehrer                                                 | 53    |       |
| 4. März  | Friedrich Ahlfeld                   | deutscher evangelischer Kanzelredner                                                | 73    |       |
| 4. März  | Bonaventura Baumgartner             | Schweizer Lehrer, Beamter und Politiker                                             | 61    |       |
| 4. März  | Francisco Dueñas Díaz               | Politiker in El Salvador                                                            | 73    |       |
| 4. März  | Shelton Leake                       | US-amerikanischer Politiker                                                         | 71    |       |
| 4. März  | Kenneth Rayner                      | US-amerikanischer Politiker                                                         | 75    |       |
| 5. März  | Amos Morrill                        | US-amerikanischer Jurist                                                            | 74    |       |
| 5. März  | Gottlieb Schneider                  | Schweizer Politiker und Richter                                                     | 55    |       |
| 6. März  | Camillo Di Pietro                   | Kardinal der römisch-katholischen Kirche                                            | 78    |       |
| 6. März  | Ludwig von La Chevallerie           | preußischer Generalmajor                                                            | 70    |       |
| 6. März  | Karl Friedrich Loening              | deutscher Verleger                                                                  | 73    |       |
| 6. März  | James K. Moorhead                   | US-amerikanischer Politiker                                                         | 77    |       |
| 7. März  | Isidor Popper                       | deutscher Maler, Lithograf, Bildnismaler und Karikaturist                           | 68    |       |
| 7. März  | Justus Radius                       | deutscher Pathologe                                                                 | 86    |       |
| 9. März  | Johann Christoph Friedrich Neßmann  | deutscher Goldschmied und Statistiker                                               | 67    |       |
| 9. März  | Moses Wilhelm Shapira               | Antiquitätenhändler                                                                 |       |       |
| 10. März | Bernardo Guimarães                  | brasilianischer Romanautor                                                          | 58    |       |
| 10. März | William Blanchard Jerrold           | englischer Schriftsteller                                                           | 57    |       |
| 11. März | Levi Herzfeld                       | deutscher Rabbiner                                                                  | 73    |       |
| 11. März | Carl von La Roche                   | deutscher Schauspieler                                                              | 89    |       |
| 13. März | Siegfried Heinrich Aronhold         | deutscher Mathematiker und Physiker                                                 | 64    |       |
| 13. März | Richard Henry Horne                 | englischer Schriftsteller                                                           | 81    |       |
| 13. März | Aleksander Lesser                   | polnischer Historienmaler und Kunstkritiker                                         | 69    |       |
| 13. März | Giuseppe Massari                    | italienischer Dichter und Patriot                                                   | 62    |       |
| 14. März | Buenaventura Báez                   | fünfmaliger Präsident der Dominikanischen Republik                                  | 71    |       |
| 14. März | Alvan Flanders                      | US-amerikanischer Politiker                                                         | 58    |       |
| 14. März | Robert Oettel                       | deutscher Kaufmann, Stadtverordneter und Begründer der deutschen Rassegeflügelzucht | 85    |       |
| 14. März | Quintino Sella                      | italienischer Gelehrter und Politiker, Mitglied der Camera dei deputati             | 56    |       |
| 14. März | Rudolf Stehli-Hausheer              | Schweizer Industrieller und Politiker (FDP)                                         | 67    |       |
| 14. März | Peter Suter                         | Schweizer Politiker                                                                 | 75    |       |
| 14. März | John Taffe                          | US-amerikanischer Politiker                                                         | 57    |       |
| 15. März | Ernst Behm                          | deutscher Geograph                                                                  | 54    |       |
| 15. März | August Lübben                       | deutscher Germanist, Bibliothekar und Gymnasiallehrer                               | 66    |       |
| 15. März | Constantin Zwenger                  | deutscher Pharmazeut                                                                | 69    |       |
| 17. März | Franz von Bernus                    | Kaufmann und Mäzen                                                                  | 75    |       |
| 17. März | August Bisping                      | deutscher Theologe                                                                  | 72    |       |
| 17. März | Richard Burnier                     | niederländischer Maler                                                              | 57    |       |
| 17. März | Albert von Flemming                 | preußischer Diplomat                                                                | 70    |       |
| 17. März | Paul Pogge                          | deutscher Afrikareisender                                                           | 45    |       |
| 18. März | Joseph W. McCorkle                  | US-amerikanischer Politiker                                                         | 64    |       |
| 19. März | Heinrich Bernhard Christian Brandes | deutscher Historiker                                                                | 64    |       |
| 19. März | Elias Lönnrot                       | finnischer Philologe                                                                | 81    |       |
| 19. März | Charles Renaud de Vilbac            | französischer Organist und Komponist                                                | 54    |       |
| 19. März | August Stöber                       | elsässischer Schriftsteller                                                         | 75    |       |
| 19. März | Gottfried Weitzel                   | General der US-Armee                                                                | 48    |       |
| 20. März | Wladimir Fjodorowitsch Adlerberg    | russischer General und Minister                                                     | 92    |       |
| 20. März | Carl Richard Petersen               | deutscher Ingenieur                                                                 | 55    |       |
| 20. März | Heinrich Petters                    | deutscher Bildhauer                                                                 | 77    |       |
| 21. März | Ezra Abbot                          | US-amerikanischer Theologe und Hochschullehrer                                      | 64    |       |
| 21. März | Henry Richmond Droop                | englischer Mathematiker                                                             | 51    |       |
| 21. März | Jean-Alexandre Guinot               | französischer römisch-katholischer Geistlicher, Historiker und Schriftsteller       | 69    |       |
| 22. März | Ludwig Stark                        | deutscher Pianist, Komponist und Hochschullehrer                                    | 52    |       |
| 23. März | Albert Immer                        | Schweizer reformierter Theologe                                                     | 79    |       |
| 24. März | François-Auguste Mignet             | französischer Historiker                                                            | 87    |       |
| 25. März | Julius von Zastrow                  | preußischer Generalmajor                                                            | 82    |       |
| 26. März | Edward Milner                       | englischer Landschaftsarchitekt                                                     | 65    |       |
| 27. März | Richard Böhm                        | deutscher Zoologe und Entdecker                                                     | 29    |       |
| 28. März | Leopold, 1. Duke of Albany          | britischer Prinz, Duke of Albany                                                    | 30    |       |
| 30. März | Nikolaus Trübner                    | deutscher Buchhändler und Verleger                                                  | 66    |       |
| 31. März | Konrad Deubler                      | österreichischer Landwirt, Bäcker, Gastwirt und Bürgermeister von Goisern           | 69    |       |

## April
| Tag       | Name                               | Beruf, bekannt als                                                             | Alter | Beleg |
| --------- | ---------------------------------- | ------------------------------------------------------------------------------ | ----- | ----- |
| 1. April  | Edvard Carleson                    | schwedischer Jurist, Abgeordneter und Ministerpräsident                        | 63    |       |
| 1. April  | Charles D. Hodges                  | US-amerikanischer Politiker                                                    | 74    |       |
| 1. April  | Anna Ottendorfer                   | deutsch-amerikanische Verlegerin und Philanthropin                             | 69    |       |
| 2. April  | Sigismond Guillaume de Berckheim   | General                                                                        | 64    |       |
| 3. April  | Ignaz Kuranda                      | österreichischer Publizist                                                     | 72    |       |
| 3. April  | Gustav Richter                     | deutscher Maler                                                                | 60    |       |
| 3. April  | Aloisius Scrosoppi                 | Heiliger der Römisch-katholischen Kirche                                       | 79    |       |
| 3. April  | Jem Ward                           | britischer Boxer                                                               | 83    |       |
| 4. April  | Adolphe Dugléré                    | französischer Koch                                                             | 78    |       |
| 4. April  | Julius Friedländer                 | deutscher Numismatiker                                                         | 70    |       |
| 4. April  | Marie Jeanneret                    | Schweizer Serienmörderin                                                       | 48    |       |
| 4. April  | William Procter                    | englischer Kerzenzieher und Industrieller                                      | 82    |       |
| 4. April  | Alfred F. Russell                  | zehnter Präsident von Liberia                                                  | 66    |       |
| 5. April  | Theodor von Cramer-Klett           | deutscher Kaufmann und Industrieller                                           | 66    |       |
| 5. April  | Jabez W. Fitch                     | US-amerikanischer Politiker                                                    | 60    |       |
| 5. April  | Johann Heinrich Pallenberg         | deutscher Kunstschreiner und Mäzen                                             | 81    |       |
| 6. April  | Emanuel Geibel                     | deutscher Lyriker                                                              | 68    |       |
| 8. April  | Carl Graeb                         | deutscher Architektur- und Theatermaler sowie Radierer                         | 68    |       |
| 8. April  | Christian Lütjohann                | deutscher Klassischer Philologe                                                | 37    |       |
| 8. April  | Georg Preyss                       | österreichischer Mediziner und praktischer Arzt in Wien                        | 73    |       |
| 8. April  | Joshua Van Sant                    | US-amerikanischer Politiker                                                    | 80    |       |
| 9. April  | Karl August Görner                 | deutscher Schauspieler und Bühnendichter                                       | 78    |       |
| 9. April  | John Munford Gregory               | US-amerikanischer Politiker                                                    | 79    |       |
| 9. April  | John M. Millikin                   | US-amerikanischer Jurist, Offizier und Politiker                               | 79    |       |
| 11. April | Jean-Baptiste Dumas                | französischer Chemiker                                                         | 83    |       |
| 11. April | Heinrich von Houwald               | Standesherr und Mitglied im preußischen Herrenhaus                             | 76    |       |
| 11. April | Georg Luz                          | deutscher Lehrer und Schriftsteller                                            | 66    |       |
| 11. April | Michael von Rautenberg-Klinski     | Deputierter für Danzig im Preußischen Abgeordnetenhaus in Berlin (1849–1855)   | 75    |       |
| 11. April | Charles Reade                      | englischer Schriftsteller                                                      | 69    |       |
| 11. April | Cäsar Wilhelm Stuhlmann            | deutscher Schriftsteller                                                       | 62    |       |
| 13. April | Christian Hermann Ebhardt          | deutscher Rechtsanwalt                                                         | 80    |       |
| 14. April | Adolphe de Leuven                  | französischer Theaterdirektor und Librettist                                   |       |       |
| 16. April | Carl Christian Philipp Tauchnitz   | deutscher Verleger, Theologe und Philanthrop                                   | 86    |       |
| 18. April | Alexander von Hanstein             | Graf in Thüringen                                                              | 79    |       |
| 18. April | Ferdinand Körner                   | deutscher Pfarrer und Autor                                                    | 78    |       |
| 19. April | William Gay Brown senior           | US-amerikanischer Politiker                                                    | 83    |       |
| 19. April | Carl Hartman                       | schwedischer Botaniker                                                         | 59    |       |
| 19. April | Phineas Jones                      | US-amerikanischer Politiker                                                    | 65    |       |
| 19. April | Hugo Raimund von Lamberg           | österreichischer Politiker, Landeshauptmann von Salzburg, Landtagsabgeordneter | 50    |       |
| 19. April | Wilhelm von Schorlemer             | deutscher Offizier, Landrat, Politiker (Zentrum), MdR                          | 62    |       |
| 20. April | Otto Edmund Günther                | deutscher Genremaler                                                           | 45    |       |
| 21. April | Anton Ascher                       | deutscher Theaterschauspieler, -regisseur und -direktor                        | 63    |       |
| 21. April | Adolf von Brüning                  | deutscher Industrieller und Politiker (NLP), MdR                               | 47    |       |
| 22. April | Carl Friedrich Klein               | Barmer Textilfabrikant                                                         | 80    |       |
| 22. April | Julius von Roeck                   | Bürgermeister von Memmingen                                                    | 65    |       |
| 22. April | Hugo Schenk                        | österreich-ungarischer Serienmörder                                            | 35    |       |
| 22. April | Jørgen Matthias Christian Schiødte | dänischer Zoologe und Professor an der Universität Kopenhagen                  | 69    |       |
| 22. April | Georg Steenke                      | deutscher Wasserbauingenieur und preußischer Baubeamter                        | 82    |       |
| 22. April | Marie Taglioni                     | italienische Tänzerin                                                          | 79    |       |
| 23. April | Gustav Eismann                     | Bürgermeister von Kiew                                                         |       |       |
| 23. April | Fritz Funke                        | deutscher Industrieller, Stadtverordneter von Essen                            | 63    |       |
| 23. April | Johann von Leiß                    | österreichischer römisch-katholischer Theologe, Bischof von Brixen             | 62    |       |
| 24. April | Isaac N. Arnold                    | US-amerikanischer Politiker                                                    | 68    |       |
| 24. April | Moïse Nordmann                     | französischer Rabbiner                                                         | 74    |       |
| 24. April | Max Wieninger                      | bayerischer Bierbrauer, Gastronom und Politiker                                | 74    |       |
| 25. April | Marcus Lawrence Ward               | US-amerikanischer Politiker                                                    | 71    |       |
| 26. April | Carl Budischowsky                  | mährischer Unternehmer                                                         | 73    |       |
| 26. April | Stephen Lindsey                    | US-amerikanischer Politiker                                                    | 56    |       |
| 27. April | Anna Löwe                          | deutsche Theaterschauspielerin                                                 |       |       |
| 28. April | Eduard Eyth                        | deutscher Philologe und Theologe                                               | 74    |       |
| 28. April | Alexander Keith Marshall           | US-amerikanischer Politiker                                                    | 76    |       |
| 28. April | Henry Mathews                      | US-amerikanischer Politiker                                                    | 50    |       |
| 29. April | Michele Costa                      | italienisch-britischer Komponist und Dirigent                                  | 76    |       |
| 29. April | Peter Gerl senior                  | österreichischer Architekt und Stadtbaumeister                                 | 88    |       |

## Mai
| Tag     | Name                                 | Beruf, bekannt als                                                                               | Alter | Beleg |
| ------- | ------------------------------------ | ------------------------------------------------------------------------------------------------ | ----- | ----- |
| 1. Mai  | Theodor von Donimirski               | preußischer Rittergutsbesitzer und Politiker                                                     | 78    |       |
| 1. Mai  | Carl Gustav Föppel                   | deutscher Opernsänger (Bariton)                                                                  | 58    |       |
| 1. Mai  | Andreas Hermann Heinrich von Rosen   | russischer Leutnant, Dekabrist und Schriftsteller                                                | 84    |       |
| 1. Mai  | Enea Sbarretti                       | italienischer Geistlicher und Kurienkardinal                                                     | 76    |       |
| 2. Mai  | Paul Demetrius von Kotzebue          | russischer General und Generalgouverneur von Neurussland, Bessarabien und Polen                  | 82    |       |
| 2. Mai  | Michail Fjodorowitsch Rajewski       | russisch-orthodoxer Erzpriester in Wien                                                          | 72    |       |
| 2. Mai  | Augustus Maria Toebbe                | Bischof von Covington, Kentucky, USA                                                             | 55    |       |
| 3. Mai  | Rudolf Bendemann                     | deutscher Historienmaler                                                                         | 32    |       |
| 3. Mai  | Pierre Alphonse Martin Lavallée      | französischer Dendrologe                                                                         |       |       |
| 3. Mai  | Truman Smith                         | US-amerikanischer Politiker                                                                      | 92    |       |
| 3. Mai  | Joseph Wattendorff                   | deutscher Unternehmer                                                                            | 66    |       |
| 4. Mai  | Heinrich Georg von Boguslawski       | deutscher Hydrograph                                                                             | 56    |       |
| 4. Mai  | Georg Leonhardi                      | Schweizer reformierter Pfarrer                                                                   | 76    |       |
| 4. Mai  | Maria Anna von Savoyen               | Kaiserin von Österreich                                                                          | 80    |       |
| 5. Mai  | Emilie Bieber                        | deutsche Berufsfotografin                                                                        | 73    |       |
| 5. Mai  | David Pichler                        | österreichischer Gutsbesitzer und Politiker                                                      | 63    |       |
| 6. Mai  | Judah Philip Benjamin                | US-amerikanischer Politiker, Justizminister, Kriegsminister und Außenminister der Konföderierten | 72    |       |
| 6. Mai  | Wilhelm von Gebler                   | österreichischer Feldmarschall-Lieutenant und Militär-Schriftsteller                             | 81    |       |
| 6. Mai  | Samuel D. Gross                      | US-amerikanischer Chirurg                                                                        | 78    |       |
| 6. Mai  | Alphonse Ratisbonne                  | französischer Ordensgründer                                                                      | 70    |       |
| 8. Mai  | Sebastian von Froschauer             | österreichischer Jurist und Landeshauptmann von Vorarlberg                                       | 82    |       |
| 8. Mai  | Midhat Pascha                        | osmanischer Reformer, Großwesir                                                                  | 61    |       |
| 8. Mai  | Michael Stourdza                     | Fürst von Moldau, Emigrant                                                                       |       |       |
| 9. Mai  | Paris C. Dunning                     | US-amerikanischer Politiker                                                                      | 78    |       |
| 10. Mai | Tomás Frías Ametller                 | bolivianischer Politiker, Präsident Boliviens (1872–1873) und (1874–1876)                        | 79    |       |
| 10. Mai | Georg von Zürn                       | Bürgermeister von Würzburg                                                                       | 49    |       |
| 12. Mai | Bedřich Smetana                      | böhmischer Komponist der Romantik                                                                | 60    |       |
| 12. Mai | Charles Adolphe Wurtz                | französischer Chemiker                                                                           | 66    |       |
| 13. Mai | Cyrus McCormick                      | amerikanischer Erfinder                                                                          | 75    |       |
| 13. Mai | Mutius Aloys Ottow                   | deutscher Richter                                                                                | 74    |       |
| 14. Mai | Eduard von Gemmingen                 | Grundherr in Steinegg, später in Maisenhausen und Damm                                           |       |       |
| 14. Mai | Prospero Marchetti                   | österreichischer Politiker                                                                       | 62    |       |
| 15. Mai | Gustave Jundt                        | französischer Kunstmaler, Karikaturist                                                           | 53    |       |
| 15. Mai | Ludwig von Kamptz                    | preußischer Beamter und Abgeordneter                                                             | 73    |       |
| 15. Mai | Georg Friedrich Kolb                 | deutscher Verleger, Publizist und Politiker                                                      | 75    |       |
| 16. Mai | Ignac Kristijanović                  | römisch-katholischer Geistlicher und kroatisch-kajkavischer Schriftsteller                       | 87    |       |
| 16. Mai | Teobaldo Power                       | spanischer Komponist                                                                             | 36    |       |
| 16. Mai | Johann Heinrich Thöl                 | deutscher Rechtsgelehrter und Mitglied der Frankfurter Nationalversammlung                       | 76    |       |
| 17. Mai | Louis Brassin                        | belgischer Pianist, Komponist und Musikpädagoge                                                  | 43    |       |
| 17. Mai | John Francis Hamtramck Claiborne     | US-amerikanischer Politiker                                                                      | 75    |       |
| 18. Mai | Heinrich Göppert                     | deutscher Botaniker, Paläontologe, Arzt und Universitätsprofessor                                | 83    |       |
| 20. Mai | Friedrich August Leberecht Jakob     | deutscher Komponist, Organist, Kantor und Musikwissenschaftler                                   | 80    |       |
| 20. Mai | Leopold von Sachsen-Coburg und Gotha | Prinz von Sachsen-Coburg und Gotha, österreichischer Generalmajor                                | 60    |       |
| 20. Mai | Louis von Rothmaler                  | preußischer General der Infanterie                                                               | 69    |       |
| 23. Mai | Christian Immanuel Kind              | Schweizer reformierter Pfarrer und Historiker                                                    | 66    |       |
| 24. Mai | August Carl Lange                    | deutscher Architekt                                                                              | 50    |       |
| 25. Mai | Wilhelm Friedrich Dinkelacker        | deutscher Lehrer und Abgeordneter im württembergischen Landtag                                   | 77    |       |
| 25. Mai | Joseph Rosen                         | deutscher Unternehmer                                                                            | 59    |       |
| 25. Mai | Wladimir Dmitrijewitsch Solomirski   | russischer Hofbeamter, Privatgelehrter und Dichter                                               |       |       |
| 26. Mai | Wilhelm Achtermann                   | deutscher Bildhauer                                                                              | 84    |       |
| 26. Mai | Joaquim António de Aguiar            | portugiesischer Politiker                                                                        | 91    |       |
| 26. Mai | Ernst Hartmann von Franzenshuld      | österreichischer Numismatiker und Heraldiker                                                     | 43    |       |
| 26. Mai | Louis Germond der Jüngere            | Schweizer evangelischer Geistlicher und Begründer einer höheren Töchterschule                    | 58    |       |
| 27. Mai | Albert Kürzel                        | deutscher Pfarrer und Buchautor                                                                  | 72    |       |
| 28. Mai | Olof Immanuel Fåhræus                | schwedischer Politiker und Entomologe                                                            | 88    |       |
| 28. Mai | Günther Gensler                      | deutscher Maler, Radierer und Zeichner                                                           | 81    |       |
| 28. Mai | Joseph d’Haussonville                | französischer Politiker und Historiker                                                           | 75    |       |
| 28. Mai | Albert Friedrich Kaselitz            | deutscher Maler                                                                                  | 63    |       |
| 29. Mai | August Adolf Chauvin                 | belgischer Historien- und Genremaler der Romantik sowie Direktor der Kunstakademie Lüttich       | 73    |       |
| 29. Mai | Henry Bartle Frere                   | britischer Kolonialverwalter                                                                     | 69    |       |
| 29. Mai | Jean Pierre Louis Girardin           | französischer Chemiker                                                                           | 80    |       |
| 29. Mai | Wilhelm Ludwig Friedrich Lang        | deutscher Verwaltungsbeamter und Parlamentarier                                                  | 62    |       |
| 31. Mai | Augustin Hacquard                    | französischer römisch-katholischer Geistlicher, Bischof von Verdun                               | 75    |       |
| 31. Mai | Bethel Henry Strousberg              | deutscher Unternehmer der Gründerzeit                                                            | 60    |       |

## Juni
| Tag      | Name                               | Beruf, bekannt als                                                             | Alter | Beleg |
| -------- | ---------------------------------- | ------------------------------------------------------------------------------ | ----- | ----- |
| 1. Juni  | Otto von Blome                     | Majoratsherr auf Salzau, dänischer Kammerherr und Konferenzrat                 | 88    |       |
| 1. Juni  | Albert R. Howe                     | US-amerikanischer Politiker                                                    | 44    |       |
| 1. Juni  | Daniel Ley                         | bayerischer Politiker und Unternehmer                                          | 71    |       |
| 2. Juni  | Georg Emil von Majer               | württembergischer Stadtdirektor und Regierungspräsident                        | 73    |       |
| 3. Juni  | Johann Larisch von Moennich        | österreichischer Großgrundbesitzer und Finanzminister                          | 63    |       |
| 5. Juni  | Jean-François Eydt                 | luxemburgischer Architekt                                                      | 74    |       |
| 5. Juni  | Achilles Renaud                    | Schweizer Jurist und Hochschullehrer                                           | 64    |       |
| 5. Juni  | Eduard Trieps                      | deutscher Jurist und Politiker                                                 | 73    |       |
| 6. Juni  | Joseph Baader                      | deutscher Historiker und Archivar                                              | 71    |       |
| 6. Juni  | Eduard Werle                       | deutsch-französischer Geschäftsmann und französischer Politiker                | 82    |       |
| 7. Juni  | Carl Erxleben                      | Finanzminister des Königreichs Hannover und Politiker, MdR                     | 69    |       |
| 7. Juni  | Charles Fenno Hoffman              | amerikanischer Schriftsteller und Publizist                                    | 78    |       |
| 7. Juni  | Ludwig Franz Houben                | deutscher Jurist und Politiker                                                 | 80    |       |
| 7. Juni  | Franz Flamin Meuth                 | deutscher Jurist und Industrieller                                             | 83    |       |
| 7. Juni  | Moritz Seebeck                     | Pädagoge, Geheimer Staatsrat, Konsistorialrat und Kurator der Universität Jena | 79    |       |
| 8. Juni  | Eberhard zu Erbach-Erbach          | deutscher Adliger                                                              | 65    |       |
| 8. Juni  | Hennig Albert von Stammer          | Domdekan in Wurzen, Abgeordneter des Sächsischen Landtags                      | 79    |       |
| 8. Juni  | Frederik Stang                     | norwegischer konservativer Politiker, Mitglied des Storting und Jurist         | 76    |       |
| 8. Juni  | Noah Haynes Swayne                 | US-amerikanischer Jurist und Politiker                                         | 79    |       |
| 9. Juni  | Johann Heinrich Böttcher           | deutscher Pastor, Heimatforscher, Autor und Herausgeber                        | 79    |       |
| 9. Juni  | Abraham Buford                     | Brigadegeneral der Konföderierten im Sezessionskrieg                           | 64    |       |
| 9. Juni  | Konrad Degen                       | deutscher Theaterschauspieler                                                  | 72    |       |
| 9. Juni  | Johann Jakob Kraft                 | deutscher Pastoraltheologe, Weihbischof in Trier                               | 76    |       |
| 9. Juni  | Aníbal Pinto Garmendia             | Präsident von Chile                                                            | 59    |       |
| 11. Juni | August Hauner                      | deutscher Pädiater                                                             | 72    |       |
| 11. Juni | Kwaku Dua II. Kumaa                | Asantehene (Herrscher) des Königreichs Ashanti                                 |       |       |
| 12. Juni | Hiester Clymer                     | US-amerikanischer Politiker                                                    | 56    |       |
| 12. Juni | Édouard van Marcke                 | belgischer Maler und Lehrer der Kunstakademie Lüttich                          | 69    |       |
| 13. Juni | Eberhard von Brandis               | Offizier und Kriegsminister des Königreichs Hannover                           | 89    |       |
| 13. Juni | Jan Arnošt Smoler                  | sorbischer Schriftsteller und Verleger (Oberlausitz)                           | 68    |       |
| 13. Juni | Anton Zwengauer                    | deutscher Maler                                                                | 73    |       |
| 14. Juni | Arnold Deutz                       | deutscher Fabrikant und Politiker                                              | 73    |       |
| 14. Juni | Robert Knöfel                      | deutscher Schumacher, Gründer des Arbeiterbildungsverein                       | 50    |       |
| 15. Juni | Karl Ludwig von Grünne             | österreichischer General                                                       | 75    |       |
| 16. Juni | Wilhelm Jentges                    | Unternehmer und Kommunalpolitiker                                              | 58    |       |
| 16. Juni | Hugo Sattig                        | deutscher Politiker                                                            | 77    |       |
| 19. Juni | Juan Bautista Alberdi              | argentinischer Politiker, Schriftsteller, Diplomat und Journalist              | 73    |       |
| 19. Juni | Johann Gustav Droysen              | deutscher Historiker                                                           | 75    |       |
| 19. Juni | John Moffet                        | US-amerikanischer Politiker                                                    | 53    |       |
| 19. Juni | Ludwig Richter                     | deutscher Maler                                                                | 80    |       |
| 19. Juni | Carl Heinrich Ferdinand Streichhan | deutscher Architekt und Baubeamter                                             | 70    |       |
| 20. Juni | Bayard Clarke                      | US-amerikanischer Politiker                                                    | 69    |       |
| 20. Juni | Félix-Clair Ridel                  | französischer Bischof                                                          | 53    |       |
| 20. Juni | Hermann von Scheve                 | Mecklenburg-Schweriner Verwaltungs- und Justizbeamter                          | 64    |       |
| 20. Juni | Václav Beneš Třebízský             | tschechischer Schriftsteller und Priester                                      | 35    |       |
| 21. Juni | Charles R. Jennison                | US-amerikanischer Freischar-Anführer und Militärkommandeur                     | 50    |       |
| 21. Juni | Alexander von Oranien-Nassau       | Kronprinz der Niederlande und des Großherzogtums Luxemburg                     | 32    |       |
| 22. Juni | Frédéric de Falloux du Coudray     | französischer Kardinal der Römischen Kirche                                    | 68    |       |
| 23. Juni | Georg Baumgarten                   | deutscher Forstmann und Erfinder                                               | 47    |       |
| 23. Juni | Carl Bischof                       | deutscher Berg- und Hüttenmann                                                 | 72    |       |
| 24. Juni | Pompeo di Campello                 | italienischer Dichter und Politiker                                            | 81    |       |
| 24. Juni | Jean-Bernard Mary-Lafon            | französischer Literat, Historiker, Romanist und Provenzalist                   | 74    |       |
| 25. Juni | Carl Beck                          | deutscher Politiker und Pfarrer                                                | 62    |       |
| 25. Juni | Hans Rott                          | österreichischer Komponist und Organist                                        | 25    |       |
| 26. Juni | Balthasar Hunold                   | Schweizer Lyriker                                                              | 56    |       |
| 26. Juni | Jacques-Joseph Moreau              | französischer Psychiater                                                       | 80    |       |
| 26. Juni | Franz Philipp von Sommaruga        | österreichischer Jurist und Politiker, Landtagsabgeordneter                    | 69    |       |
| 27. Juni | Andreas Munch                      | norwegischer Autor                                                             | 72    |       |
| 28. Juni | Jakob Miller                       | bayerischer Beamter und Politiker                                              | 61    |       |
| 28. Juni | Julius Theodor Zenker              | deutscher Orientalist, Übersetzer und Privatgelehrter                          |       |       |
| 30. Juni | Carl Haarmann                      | deutscher Jurist, Montan-Unternehmer und Politiker (NLP), MdR                  | 60    |       |
| 30. Juni | Rudolph von Vivenot                | österreichischer Arzt                                                          | 76    |       |

## Juli
| Tag      | Name                                          | Beruf, bekannt als                                                                    | Alter | Beleg |
| -------- | --------------------------------------------- | ------------------------------------------------------------------------------------- | ----- | ----- |
| 1. Juli  | Dominik Lebschy                               | Abt und Landeshauptmann von Österreich ob der Enns                                    | 84    |       |
| 1. Juli  | Georg Osterwald                               | deutscher Zeichner, Maler, Lithograf und Hochschullehrer in Köln                      | 81    |       |
| 1. Juli  | Allan Pinkerton                               | US-amerikanischer Gründer einer Privatdetektei                                        | 64    |       |
| 1. Juli  | Albert Rhomberg                               | österreichischer Unternehmer und Politiker, Landtagsabgeordneter                      | 65    |       |
| 1. Juli  | Eduard Iwanowitsch Totleben                   | russischer General                                                                    | 66    |       |
| 2. Juli  | Franz Adler                                   | deutscher Rittergutsbesitzer und konservativer Politiker, MdL (Königreich Sachsen)    |       |       |
| 2. Juli  | Philipp Keim                                  | nassauischer Dichter und volkstümlicher Zeitungssänger                                | 79    |       |
| 3. Juli  | Eduard Gottlieb Amthor                        | deutscher Schuldirektor, Verleger, Buchhändler und Schriftsteller                     | 63    |       |
| 3. Juli  | Ludwig von Fischer                            | Schweizer Politiker                                                                   | 78    |       |
| 3. Juli  | David Peter Lewis                             | US-amerikanischer Politiker, Gouverneur von Alabama                                   | 64    |       |
| 3. Juli  | Candelario Obeso                              | kolumbianischer Schriftsteller                                                        | 35    |       |
| 4. Juli  | Wilhelm Ballot                                | deutscher Turnpädagoge                                                                | 73    |       |
| 4. Juli  | Ludwig Ehrlich                                | deutscher Parlamentarier und Theologe                                                 | 70    |       |
| 4. Juli  | Wilhelm Oehmichen                             | deutscher Rittergutsbesitzer und Politiker, MdR, MdL (Königreich Sachsen)             | 75    |       |
| 5. Juli  | Eduard Jäger von Jaxtthal                     | österreichischer Ophthalmologe                                                        | 66    |       |
| 5. Juli  | Victor Massé                                  | französischer Komponist                                                               | 62    |       |
| 6. Juli  | Anton von Klesheim                            | österreichischer Dichter und Schauspieler                                             | 72    |       |
| 6. Juli  | August Mittnacht                              | deutscher Landwirt und Beamter                                                        |       |       |
| 6. Juli  | Carl Georg Wever                              | deutscher Jurist, preußischer Generalstaatsanwalt                                     | 77    |       |
| 7. Juli  | Felix Eberty                                  | deutscher Jurist, Amateurastronom und Schriftsteller                                  | 72    |       |
| 7. Juli  | Carl Schulz                                   | deutscher Fotograf, Lithograf und Verleger                                            | 53    |       |
| 8. Juli  | Isaak August Dorner                           | deutscher Theologe                                                                    | 75    |       |
| 8. Juli  | Georg Eberlein                                | deutscher Architekt und Maler                                                         | 65    |       |
| 8. Juli  | Johann Peter Lange                            | deutscher protestantischer Theologe                                                   | 82    |       |
| 8. Juli  | Wilhelm Herrman Julius Schlegel               | deutscher Landschaftsmaler                                                            | 58    |       |
| 9. Juli  | Marian Albertowitsch Kowalski                 | polnisch-russischer Astronom                                                          | 62    |       |
| 9. Juli  | Jakob August Lorent                           | deutscher Naturwissenschaftler, Weltreisender und Architekturfotograf                 | 70    |       |
| 9. Juli  | George Luke Smith                             | US-amerikanischer Politiker                                                           | 46    |       |
| 10. Juli | Karl Richard Lepsius                          | deutscher Ägyptologe, Sprachforscher und Bibliothekar                                 | 73    |       |
| 10. Juli | Paul Morphy                                   | US-amerikanischer Schachspieler                                                       | 47    |       |
| 11. Juli | Louise Dittmar                                | deutsche Frauenrechtlerin                                                             | 76    |       |
| 11. Juli | Adolph Manns                                  | Landtagsabgeordneter                                                                  | 82    |       |
| 11. Juli | Julius Rupp                                   | Theologe mit freikirchlicher Orientierung, Politiker des Vormärz                      | 74    |       |
| 11. Juli | Julius Wiesmann                               | deutscher evangelischer Theologe                                                      | 72    |       |
| 12. Juli | Edwin von Bischoffshausen                     | kurhessischer und preußischer Politiker, Mitglied der kurhessischen Ständeversammlung | 73    |       |
| 12. Juli | Ernst Heinrich Wilhelm Fier                   | deutscher Gutsbesitzer und Politiker (Zentrum), MdR                                   | 92    |       |
| 13. Juli | Ernst Carstanjen                              | deutscher Chemiker                                                                    | 48    |       |
| 13. Juli | Hans Hübner                                   | deutscher Chemiker                                                                    | 46    |       |
| 13. Juli | Joseph Showalter Smith                        | US-amerikanischer Politiker                                                           | 60    |       |
| 14. Juli | Karl von Burger                               | deutscher lutherischer Theologe                                                       | 79    |       |
| 14. Juli | Johann Matthias Hungerbühler                  | Schweizer Politiker                                                                   | 78    |       |
| 14. Juli | François Napoléon Marie Moigno                | französischer Mathematiker, Physiker und Autor                                        | 80    |       |
| 15. Juli | Edmund Joseph Aldringen                       | preußischer Landrat                                                                   | 57    |       |
| 15. Juli | Ferdinand Decker                              | deutscher Ingenieur                                                                   | 49    |       |
| 15. Juli | Alphonse Hirsch                               | französischer Maler                                                                   | 41    |       |
| 15. Juli | Henry Wellesley, 1. Earl Cowley               | britischer Diplomat                                                                   | 79    |       |
| 16. Juli | Alexandre-Gabriel Lemonnier                   | französischer Juwelier                                                                | 76    |       |
| 16. Juli | Manuel Milà i Fontanals                       | spanischer Romanist, Katalanist und Hispanist katalanischer Herkunft                  | 66    |       |
| 16. Juli | Albin Leo von Seebach                         | sächsischer Diplomat und Politiker                                                    | 73    |       |
| 18. Juli | Ferdinand von Hochstetter                     | deutsch-österreichischer Geologe, Naturforscher und Entdecker                         | 55    |       |
| 18. Juli | Wilhelm Hornung                               | württembergischer Maler und Fotograf                                                  | 49    |       |
| 19. Juli | Johann Kaspar Hug                             | Schweizer Lehrer, Mathematiker und Politiker                                          | 63    |       |
| 20. Juli | Carl Böhmer                                   | deutscher Violinist, Komponist und Musikpädagoge                                      | 84    |       |
| 20. Juli | Caesar Hawkins                                | britischer Chirurg                                                                    | 85    |       |
| 20. Juli | Gottlob Hochheim                              | deutscher Landwirt, Bürgermeister und Politiker                                       | 80    |       |
| 20. Juli | Albrecht von Roretz                           | österreichischer Arzt                                                                 | 37    |       |
| 21. Juli | Leonhard Selle                                | Lehrer und Organist                                                                   | 67    |       |
| 22. Juli | Nina de Callias                               | französische Salonière und Schriftstellerin                                           | 41    |       |
| 22. Juli | James Calvert                                 | britischer Entdeckungsreisender und Botaniker in Australien                           | 59    |       |
| 23. Juli | Daniel Pratt                                  | US-amerikanischer Jurist und Politiker                                                |       |       |
| 24. Juli | John Hill                                     | US-amerikanischer Politiker                                                           | 63    |       |
| 24. Juli | Christianus Karsten                           | niederländischer altkatholischer Theologe                                             | 74    |       |
| 24. Juli | Mateo Magariños Cervantes                     | uruguayischer Politiker und Journalist                                                | 61    |       |
| 25. Juli | Wilhelm von Braumüller                        | deutsch-österreichischer Buchhändler und Verleger                                     | 77    |       |
| 25. Juli | Alexander Grigorjewitsch Fischer von Waldheim | deutschstämmiger russischer Botaniker (und Arzt)                                      | 81    |       |
| 25. Juli | Walter Harriman                               | US-amerikanischer Politiker                                                           | 67    |       |
| 26. Juli | Heinrich Justus Schneider                     | deutscher Maler und Zeichner des Realismus                                            | 73    |       |
| 26. Juli | George Brettingham Sowerby II                 | britischer Malakologe                                                                 | 72    |       |
| 29. Juli | Charles Huber                                 | französischer Arabienreisender                                                        | 36    |       |
| 30. Juli | Gustave Le Gray                               | Photograph                                                                            | 63    |       |
| 30. Juli | Mark Pattison                                 | englischer Autor                                                                      | 70    |       |

## August
| Tag        | Name                                       | Beruf, bekannt als                                                                                      | Alter | Beleg |
| ---------- | ------------------------------------------ | --- | ----- | ----- |
| 1. August  | Kiến Phúc                                  | vietnamesischer Kaiser, siebter Kaiser der Nguyễn-Dynastie (1884–1885)                                  | 16    |       |
| 1. August  | Heinrich Laube                             | deutscher Schriftsteller, Dramatiker und Theaterleiter                                                  | 77    |       |
| 2. August  | Francis Thomas Bratranek                   | österreichischer Philosoph, Germanist, Literaturhistoriker und Hochschullehrer                          | 68    |       |
| 2. August  | Ludwig Fromm                               | deutscher Historiker und Regierungsbeamter in Schwerin                                                  | 60    |       |
| 3. August  | Paul Abadie                                | französischer Baumeister und Restaurator                                                                | 71    |       |
| 3. August  | Dominik Bilimek                            | österreichischer Priester, Zoologe und Botaniker                                                        | 71    |       |
| 3. August  | Karl August Dietzel                        | deutscher Nationalökonom                                                                                | 55    |       |
| 3. August  | Franz Paul von Herbert                     | österreichischer Politiker                                                                              | 64    |       |
| 4. August  | James Maurice                              | US-amerikanischer Jurist und Politiker                                                                  | 69    |       |
| 5. August  | John W. Ferdon                             | US-amerikanischer Jurist und Politiker                                                                  | 57    |       |
| 6. August  | William John Codrington                    | britischer General, Generalgouverneur von Gibraltar                                                     | 79    |       |
| 6. August  | Antonio García Gutiérrez                   | spanischer Dichter, Dramenautor und Librettist                                                          | 71    |       |
| 6. August  | Victor von Keltsch                         | ostpreußischer Rittergutsbesitzer und Parlamentarier                                                    | 70    |       |
| 7. August  | Gabriele Allram                            | Theaterschauspielerin                                                                                   | 59    |       |
| 7. August  | Carl August Buchholz                       | Orgelbaumeister                                                                                         | 87    |       |
| 7. August  | Franz Lichtenstein                         | deutscher Germanist                                                                                     | 31    |       |
| 7. August  | Joseph Probst                              | deutscher katholischer Pfarrer                                                                          | 68    |       |
| 8. August  | Maximilian Perty                           | deutscher Entomologe                                                                                    | 79    |       |
| 8. August  | Miroslav Tyrš                              | tschechischer Kunstkritiker und Kunsthistoriker                                                         | 51    |       |
| 9. August  | Robert B. Elliott                          | US-amerikanischer Politiker                                                                             | 41    |       |
| 9. August  | Andreas Grabau                             | deutscher Cellist                                                                                       | 75    |       |
| 9. August  | Julius von Zerboni di Sposetti             | österreichischer Schriftsteller                                                                         | 78    |       |
| 11. August | Albert Dumont                              | französischer Historiker und Archäologe                                                                 | 42    |       |
| 11. August | Amalie Haizinger                           | deutsche Schauspielerin                                                                                 | 84    |       |
| 11. August | Gustav Richter                             | deutscher Hochschullehrer und konservativer Politiker, MdR, MdL (Königreich Sachsen)                    | 51    |       |
| 11. August | Moritz Thausing                            | österreichischer Kunsthistoriker                                                                        | 46    |       |
| 12. August | Eduard Niemann                             | deutscher lutherischer Theologe                                                                         | 80    |       |
| 13. August | Arnold Foerster                            | deutscher Botaniker und Entomologe                                                                      | 74    |       |
| 13. August | Arthur Wellesley, 2. Duke of Wellington    | britischer General und Politiker, Mitglied des House of Commons                                         | 77    |       |
| 14. August | Reinhard Diedrich Cremer                   | deutscher Kaufmann                                                                                      | 63    |       |
| 15. August | Julius Friedrich Cohnheim                  | deutscher Pathologe                                                                                     | 45    |       |
| 15. August | Gustav Pfarrius                            | deutscher Dichter, Lehrer und Professor                                                                 | 83    |       |
| 15. August | Ödön Tömösváry                             | ungarischer Zoologe und Entomologe                                                                      | 31    |       |
| 16. August | John Pool                                  | US-amerikanischer Politiker                                                                             | 58    |       |
| 18. August | Franz Seraphin Hölzl                       | österreichischer Komponist, Chorleiter und Kirchenmusiker                                               | 76    |       |
| 20. August | Albert Berg                                | deutscher Reisender und Landschaftsmaler                                                                | 59    |       |
| 20. August | Pierre Auguste Bertin                      | französischer Physiker                                                                                  | 66    |       |
| 21. August | Ottilie Assing                             | deutsche Schriftstellerin, Abolitionistin                                                               | 65    |       |
| 21. August | Jacob Hart Ela                             | US-amerikanischer Politiker                                                                             | 64    |       |
| 21. August | Israel Meir Freimann                       | deutscher Rabbiner                                                                                      | 53    |       |
| 22. August | Giuseppe de Nittis                         | italienischer Maler des Impressionismus                                                                 | 38    |       |
| 22. August | Joseph Rubinstein                          | russisch-jüdischer Pianist sowie Anhänger und Mitarbeiter Richard Wagners                               | 37    |       |
| 22. August | Karl Wilhelm von Tinti                     | österreichischer Adliger                                                                                | 55    |       |
| 23. August | Aegidius Rudolph Nicolaus Arntz            | deutscher Rechtswissenschaftler und Politiker                                                           | 71    |       |
| 23. August | Friedrich Kurschat                         | deutscher evangelischer Theologe und Lektor der Litauischen Sprache in Königsberg                       | 78    |       |
| 23. August | Leroy Pope Walker                          | US-amerikanischer Politiker, Kriegsminister der Konföderierten und CS-General                           | 67    |       |
| 24. August | Carol Davila                               | rumänischer Arzt                                                                                        |       |       |
| 24. August | Friedrich Siegmund Jucho                   | deutscher Jurist und Politiker                                                                          | 78    |       |
| 24. August | Julius Strobel                             | deutscher Orgelbauer                                                                                    | 69    |       |
| 25. August | Odo Russell, 1. Baron Ampthill             | britischer Adliger und Diplomat                                                                         | 55    |       |
| 25. August | Jacob H. Stewart                           | US-amerikanischer Politiker                                                                             | 55    |       |
| 26. August | August Hörig                               | deutscher Gewerkschafter und Sozialdemokrat                                                             | 50    |       |
| 27. August | Friedrich Dewischeit                       | deutscher Philologe, Pädagoge und Dichter                                                               | 79    |       |
| 27. August | Maximilian von Wächter                     | Erster Bürgermeister der Stadt Nürnberg (1854–1867)                                                     | 72    |       |
| 28. August | Karl Heinrich Georg Davin                  | deutscher Organist, Seminarlehrer und Komponist der Romantik                                            | 61    |       |
| 28. August | Franz Kiderle                              | österreichischer Politiker                                                                              | 67    |       |
| 28. August | Juan de la Cruz Ignacio Moreno y Maisonave | spanischer Kardinal der römisch-katholischen Kirche                                                     | 66    |       |
| 28. August | Henry Myer Phillips                        | US-amerikanischer Politiker                                                                             | 73    |       |
| 29. August | Frederick James Rowan                      | irischstämmiger Eisenbahnkonstrukteur und Erfinder                                                      |       |       |
| 30. August | Bror Emil Hildebrand                       | schwedischer Archäologe und Numismatiker                                                                | 78    |       |
| 31. August | Robert Richard Torrens                     | britisch-australischer Politiker, britischer Unterhausabgeordneter, Premierminister von South Australia |       |       |

## September
| Tag           | Name                             | Beruf, bekannt als                                                                      | Alter | Beleg |
| ------------- | -------------------------------- | --------------------------------------------------------------------------------------- | ----- | ----- |
| 1. September  | Otto Köstlin                     | deutscher Mediziner und Naturwissenschaftler                                            | 65    |       |
| 2. September  | Henry B. Anthony                 | US-amerikanischer Politiker                                                             | 69    |       |
| 2. September  | Wilhelm Beseler                  | schleswig-holsteinischer Politiker                                                      | 78    |       |
| 2. September  | Clemens Bewer                    | deutscher Historien- und Porträtmaler der Romantik                                      | 64    |       |
| 2. September  | Eberhard Herwarth von Bittenfeld | preußischer Generalfeldmarschall                                                        | 87    |       |
| 3. September  | Heinrich Schellen                | deutscher Schuldirektor                                                                 | 66    |       |
| 4. September  | Carl Caro                        | deutscher Lyriker und Bühnendichter                                                     | 34    |       |
| 4. September  | Wilhelm von Engerth              | österreichischer Architekt und Ingenieur                                                | 70    |       |
| 4. September  | Charles J. Folger                | US-amerikanischer Jurist und Politiker                                                  | 66    |       |
| 6. September  | Wilhelm von Beaulieu-Marconnay   | deutscher Jurist und Politiker, MdR                                                     | 35    |       |
| 6. September  | Ludwig Westernacher              | deutscher Arzt und Politiker                                                            | 73    |       |
| 7. September  | Heinrich Nicolaus Horstmann      | deutscher Rechtsmedziner                                                                | 67    |       |
| 8. September  | Cyprien Ayer                     | Schweizer Geograph, Romanist und Grammatiker                                            |       |       |
| 8. September  | Karl von Bigot de Saint-Quentin  | österreichischer Offizier und Schriftsteller                                            | 79    |       |
| 8. September  | Joseph von Schmerling            | österreichischer Offizier und stellvertretender Kriegsminister                          | 77    |       |
| 9. September  | Ernst Kleber                     | deutscher konservativer Politiker, MdL (Königreich Sachsen)                             | 59    |       |
| 9. September  | August Engelhard von Nathusius   | deutscher Gutsbesitzer und Züchter                                                      | 65    |       |
| 10. September | Jean-Augustin Barral             | französischer Agrarwissenschaftler und Schriftsteller                                   | 65    |       |
| 10. September | George Bentham                   | britischer Botaniker                                                                    | 83    |       |
| 10. September | Karl von Schrenck                | bayerischer Politiker                                                                   | 78    |       |
| 12. September | Jan Kilian                       | sorbischer evangelischer Pfarrer, Anführer sorbischer Auswanderer nach Texas            | 73    |       |
| 12. September | John Strohm                      | US-amerikanischer Politiker                                                             | 90    |       |
| 13. September | Peter Joseph Wagner              | US-amerikanischer Jurist und Politiker                                                  | 89    |       |
| 14. September | Wilhelm Hieronymi                | deutscher Theologe und Pfarrer                                                          | 75    |       |
| 14. September | Jakub Natanson                   | polnischer Chemiker                                                                     | 52    |       |
| 14. September | Friedrich Wilhelm Osterroth      | deutscher Kaufmann und Kommunalpolitiker                                                | 68    |       |
| 15. September | Friedrich von Dillenius          | deutscher Eisenbahndirektor                                                             | 64    |       |
| 16. September | John S. Crosman                  | US-amerikanischer Politiker                                                             | 64    |       |
| 17. September | Jakob Franck                     | deutscher Philologe und Schullehrer                                                     | 73    |       |
| 18. September | Peter von Maydell                | Arzt, Reformator des Sanitätswesens von St. Petersburg                                  | 64    |       |
| 18. September | Abraham Stein                    | deutscher Rabbiner                                                                      | 66    |       |
| 20. September | Leopold Fitzinger                | österreichischer Zoologe                                                                | 82    |       |
| 21. September | Ludwig Lemcke                    | deutscher Literaturhistoriker                                                           | 67    |       |
| 23. September | Hermann von Zeissl               | österreichischer Dermatologe                                                            | 67    |       |
| 25. September | Karl Appold                      | deutscher Maler und Illustrator                                                         | 44    |       |
| 25. September | Friedrich von Pöck               | österreichischer Admiral und Marinekommandant                                           | 59    |       |
| 26. September | Wilhelm Friedrich Besser         | deutscher lutherischer Theologe und Geistlicher                                         | 67    |       |
| 26. September | Jakob Raitz von Frentz           | deutscher Beamter und Politiker, MdR                                                    | 58    |       |
| 27. September | Jakob Bruderer                   | Schweizer Unternehmer und Politiker                                                     | 63    |       |
| 28. September | Carl Fromme                      | österreichischer Verleger und k.u.k. Hoflieferant                                       | 56    |       |
| 28. September | Maria Kraftman                   | finnlandschwedische Schriftstellerin                                                    | 72    |       |
| 28. September | Emil Rausch                      | evangelischer Theologe                                                                  | 77    |       |
| 29. September | Eugène Bourdon                   | französischer Uhrmacher, Ingenieur und Erfinder                                         | 76    |       |
| 29. September | Friedrich Hassel                 | deutscher Kinderdarsteller, Theaterschauspieler, Opernsänger (Tenor) und Opernregisseur | 69    |       |
| 29. September | Gustav von Kleist                | preußischer Landrat und Politiker                                                       | 83    |       |
| 30. September | Josef Philipp Herr               | österreichischer Geodät, Astronom und Hochschullehrer                                   | 64    |       |
| 30. September | Louis Lacombe                    | französischer Komponist                                                                 | 65    |       |
| 30. September | Louis Victor Stegemann           | deutscher Jurist, Gutsbesitzer und Politiker (NLP), MdR                                 | 53    |       |

## Oktober
| Tag         | Name                             | Beruf, bekannt als                                                                                                 | Alter | Beleg |
| ----------- | -------------------------------- | --- | ----- | ----- |
| 1. Oktober  | Theodor Martens                  | deutscher Architektur- und Landschaftsmaler                                                                        | 62    |       |
| 2. Oktober  | Friedrich Loth                   | Bürgermeister und Abgeordneter                                                                                     | 77    |       |
| 2. Oktober  | Karl Völker                      | deutscher Turnlehrer                                                                                               | 88    |       |
| 2. Oktober  | Ludwig von Wittich               | preußischer Generalleutnant und Politiker, MdR                                                                     | 65    |       |
| 3. Oktober  | Hans Makart                      | österreichischer Maler und Dekorationskünstler der Ringstraßenepoche                                               | 44    |       |
| 6. Oktober  | Carl Geibel                      | deutscher Buchhändler und Verleger                                                                                 | 78    |       |
| 10. Oktober | Robert Christian Avé-Lallemant   | deutscher Arzt und Forschungsreisender                                                                             | 72    |       |
| 10. Oktober | Jean Becker                      | deutscher Konzertmeister                                                                                           | 51    |       |
| 10. Oktober | Johanna Goldschmidt              | deutsche Frauenrechtlerin, Schriftstellerin und Philanthropin                                                      | 77    |       |
| 11. Oktober | Percy Francis Hall               | britischer Marineoffizier, Pazifist und Prediger                                                                   | 83    |       |
| 13. Oktober | Carl Diethelm Meyer              | Schweizer Genre- und Porträtmaler                                                                                  | 44    |       |
| 14. Oktober | Friedrich Wilhelm von Hessen     | Landgraf von Hessen-Rumpenheim, (Titular-)Landgraf von Hessen-Kassel sowie kurhessischer und preußischer General   | 63    |       |
| 14. Oktober | Heinrich Neumann                 | deutscher Psychiater und Hochschullehrer                                                                           | 70    |       |
| 14. Oktober | Benedict Roezl                   | österreichischer Botaniker                                                                                         | 61    |       |
| 15. Oktober | William B. Lewis                 | US-amerikanischer Geschäftsmann und Politiker                                                                      |       |       |
| 15. Oktober | Theodor Vilhelm Rumohr           | dänischer Romanschriftsteller                                                                                      | 77    |       |
| 15. Oktober | Wilhelm Wider                    | deutscher Maler | 66    |       |
| 16. Oktober | Bernice Pauahi Bishop            | hawaiianische Adlige                                                                                               | 52    |       |
| 16. Oktober | Reinhard Richter                 | deutscher Geologe und Paläontologe                                                                                 | 70    |       |
| 16. Oktober | John Turnbull Thomson            | Vermesser und Ingenieur in Singapur und Neuseeland                                                                 | 63    |       |
| 17. Oktober | August Rudolf Brenner            | deutscher Arzt | 63    |       |
| 18. Oktober | Antonie Rutgers                  | niederländischer reformierter Theologe und Philologe                                                               | 79    |       |
| 18. Oktober | Johann Evangelist Schöttle       | deutscher katholischer Pfarrer und Chronist                                                                        | 64    |       |
| 18. Oktober | Wilhelm                          | Herzog von Braunschweig                                                                                            | 78    |       |
| 19. Oktober | Conrad Ganslandt                 | deutscher Kaufmann und Parlamentarier                                                                              | 80    |       |
| 19. Oktober | Karl Hillebrand                  | deutscher Essayist, Publizist, Kulturwissenschaftler und Literaturhistoriker                                       | 55    |       |
| 19. Oktober | Mutesa I.                        | Kabaka (König) von Buganda                                                                                         |       |       |
| 19. Oktober | Valentin Rautenstrauch           | Trierer Kaufmann und Politiker                                                                                     | 52    |       |
| 19. Oktober | Gustav Reichardt                 | deutscher Musikpädagoge und Komponist                                                                              | 86    |       |
| 19. Oktober | Eduard Ziehen                    | deutscher Schriftsteller                                                                                           | 64    |       |
| 20. Oktober | Bartolomeo d’Avanzo              | italienischer Kardinal                                                                                             | 73    |       |
| 20. Oktober | John H. Evins                    | US-amerikanischer Politiker                                                                                        | 54    |       |
| 20. Oktober | Arthur Girard de Soucanton       | estländischer Unternehmer und Politiker                                                                            | 71    |       |
| 20. Oktober | Julius von Kirchmann             | deutscher Jurist und Politiker (DFP), MdR                                                                          | 81    |       |
| 20. Oktober | August Sutor                     | deutscher Jurist                                                                                                   | 72    |       |
| 21. Oktober | Richard Bennett Carmichael       | US-amerikanischer Politiker                                                                                        | 76    |       |
| 21. Oktober | Siegmund Henrici                 | deutscher Pfarrer und Autor                                                                                        | 61    |       |
| 21. Oktober | Friedrich Adolf Wandersleb       | deutscher Komponist und Chorleiter                                                                                 | 74    |       |
| 22. Oktober | Ludwig Burger                    | deutscher Maler und Zeichner                                                                                       | 59    |       |
| 22. Oktober | Carl von Effner                  | bayerischer Hofgärtner, später Hofgartendirektor und Gartengestalter                                               | 53    |       |
| 22. Oktober | Faustin Hélie                    | französischer Rechtsgelehrter                                                                                      | 85    |       |
| 22. Oktober | Hartwig von Linstow              | dänisch-deutscher Verwaltungsjurist, kommissarischer Präsident der Regierung des Herzogtums Lauenburg in Ratzeburg | 74    |       |
| 23. Oktober | Georg Ferdinand von Bentheim     | preußischer Generalleutnant                                                                                        | 77    |       |
| 23. Oktober | Heinrich Schaper                 | deutscher Orgelbauer                                                                                               | 81    |       |
| 24. Oktober | Anton Eduard Wollheim da Fonseca | deutscher Schriftsteller, Dramaturg, Sprachwissenschaftler und Diplomat                                            | 74    |       |
| 25. Oktober | Carlo Alberto Castigliano        | italienischer Baumeister, Ingenieur und Wissenschaftler                                                            | 36    |       |
| 25. Oktober | Friedrich Dürck                  | deutscher Porträt- und Genremaler                                                                                  | 75    |       |
| 25. Oktober | Karl Rudolf von Ollech           | preußischer Offizier, zuletzt General der Infanterie                                                               | 73    |       |
| 25. Oktober | Alexander Trichtl                | österreichischer Landschaftsmaler                                                                                  | 81    |       |
| 26. Oktober | Henry Burn                       | englischer Maler, Zeichner und Lithograph                                                                          |       |       |
| 26. Oktober | Lewis R. Packard                 | US-amerikanischer Klassischer Philologe                                                                            | 48    |       |
| 26. Oktober | Carl Schlüter                    | deutscher Bildhauer                                                                                                | 38    |       |
| 27. Oktober | Friedrich Kapp                   | deutscher Rechtsanwalt, Autor und Politiker (NLP), MdR                                                             | 60    |       |
| 27. Oktober | Henrik Ludvig Sundevall          | schwedischer Marineoffizier                                                                                        | 69    |       |
| 28. Oktober | Ludwig Cramolini                 | österreichischer Opernsänger (Tenor) und Regisseur                                                                 | 79    |       |
| 28. Oktober | Abdolonyme Ubicini               | französischer Journalist                                                                                           | 66    |       |
| 29. Oktober | Albert Dulk                      | deutscher Sozialist und Schriftsteller                                                                             | 65    |       |
| 29. Oktober | Mathias Gschnitzer               | österreichischer Reichsratsabgeordneter und Bürgermeister Salzburgs                                                | 76    |       |
| 29. Oktober | Friedrich Ludwig von Mecklenburg | preußischer Offizier, zuletzt Oberst                                                                               | 63    |       |
| 29. Oktober | Klara Wendel                     | Schweizer Heimatlose und „Räuberkönigin“                                                                           | 80    |       |
| 30. Oktober | Pasquale Brignoli                | italienischer Operntenor                                                                                           |       |       |
| 31. Oktober | Marie Bashkirtseff               | russisch-französische Malerin, Schriftstellerin, Philosophin                                                       | 25    |       |

## November
| Tag          | Name                                | Beruf, bekannt als                                                                         | Alter | Beleg |
| ------------ | ----------------------------------- | ------------------------------------------------------------------------------------------ | ----- | ----- |
| 1. November  | Charles J. Faulkner                 | US-amerikanischer Politiker                                                                | 78    |       |
| 1. November  | Jacobus Anthonie Fruin              | niederländischer Rechtswissenschaftler                                                     | 55    |       |
| 1. November  | Alexander von Stieglitz             | russischer Bankier, Industrieller, Mäzen und Philanthrop                                   | 70    |       |
| 2. November  | Karel Slavoj Amerling               | tschechischer Pädagoge, Schriftsteller und Philosoph                                       | 77    |       |
| 2. November  | Johann Joseph Fühling               | deutscher Agrarwissenschaftler                                                             | 59    |       |
| 2. November  | Robert Warschauer senior            | deutscher Bankier des Bankhaus Robert Warschauer & Co.                                     | 68    |       |
| 3. November  | Menyhért Lónyay                     | ungarischer Politiker                                                                      | 62    |       |
| 5. November  | Edouard d’Huart                     | belgischer Politiker                                                                       | 84    |       |
| 5. November  | Erminia Frezzolini                  | italienische Opernsängerin (Sopran)                                                        | 66    |       |
| 5. November  | August Wilhelm Thienemann           | deutscher Pfarrer, Ornithologe und Vogelschützer                                           | 54    |       |
| 6. November  | Joaquim Bonifácio do Amaral         | brasilianischer Politiker und Bankier                                                      | 69    |       |
| 6. November  | William Wells Brown                 | US-amerikanischer Abolitionist und Autor                                                   | 70    |       |
| 6. November  | Henry Fawcett                       | englischer Volkswirt und Politiker, Mitglied des House of Commons                          | 51    |       |
| 7. November  | Karl Eitner                         | deutscher Schriftsteller und Übersetzer                                                    | 79    |       |
| 8. November  | Paul von Franken                    | deutscher Landschafts- und Genremaler                                                      | 66    |       |
| 8. November  | José António Marques                | Armeearzt und Gründer des Portugiesischen Roten Kreuzes                                    | 62    |       |
| 8. November  | Heinrich von Roeder                 | preußischer General der Infanterie und Gesandter                                           | 80    |       |
| 8. November  | Jane Williams                       | Widmungsträgerin mehrerer Gedichte von Percy Bysshe Shelley                                | 86    |       |
| 9. November  | Moritz Kässmayer                    | österreichischer Violinist, Dirigent und Komponist                                         | 53    |       |
| 9. November  | Félix Philippoteaux                 | französischer Maler                                                                        | 69    |       |
| 10. November | Curt von Bose                       | deutscher Jurist, Bibliothekar, Numismatiker und Hofrat                                    | 76    |       |
| 11. November | Rudolph Anton                       | deutscher Jurist und konservativer Politiker, MdL (Königreich Sachsen)                     | 53    |       |
| 11. November | Alfred Brehm                        | deutscher Zoologe und Schriftsteller                                                       | 55    |       |
| 11. November | Wilhelm Fischer                     | sächsischer Bergmeister                                                                    | 88    |       |
| 12. November | David Davis                         | walisischer Unternehmer                                                                    |       |       |
| 12. November | Johannes Bernhard Diepenbrock       | deutscher katholischer Geistlicher und Historiker                                          | 88    |       |
| 13. November | Johan Jolin                         | schwedischer Schauspieler und Dichter                                                      | 65    |       |
| 14. November | William Addison Duncan              | US-amerikanischer Politiker                                                                | 48    |       |
| 14. November | Christian Jähn                      | Bürgermeister und Abgeordneter                                                             | 80    |       |
| 14. November | George Washington Jones             | US-amerikanischer Politiker                                                                | 78    |       |
| 14. November | August Luckhardt                    | Rechtsanwalt und Landtagsabgeordneter                                                      | 78    |       |
| 16. November | Franz Chvostek senior               | österreichischer Internist                                                                 | 49    |       |
| 16. November | Tota Puri                           | indischer Asket                                                                            |       |       |
| 17. November | Thomas Wright                       | schottischer Arzt und Paläontologe                                                         | 75    |       |
| 19. November | Adolf Gnauth                        | deutscher Architekt                                                                        | 44    |       |
| 19. November | Karl Holthof                        | deutscher Jurist, Journalist und Politiker (DtVP), MdR                                     | 49    |       |
| 20. November | Ludwig von Leonhardi                | deutscher Diplomat und Mitglied der Ersten Kammer der Landstände des Großherzogtums Hessen | 59    |       |
| 20. November | Adolf Neumann                       | deutscher Maler, Zeichner und Kupferstecher                                                | 59    |       |
| 21. November | Edward Darlington                   | US-amerikanischer Politiker                                                                | 89    |       |
| 21. November | Mountifort Longfield                | irischer Anwalt und Wirtschaftswissenschaftler                                             |       |       |
| 22. November | Andrew S. Fulton                    | US-amerikanischer Politiker                                                                | 84    |       |
| 22. November | Karl von Vierordt                   | deutscher Physiologe; Rektor in Tübingen                                                   | 66    |       |
| 22. November | Wilhelm von Wittich                 | deutscher Physiologe                                                                       | 63    |       |
| 23. November | Heinrich Bodinus                    | deutscher Zoologe                                                                          | 70    |       |
| 24. November | Martin Fourichon                    | französischer Admiral und Marineminister                                                   | 75    |       |
| 24. November | Johann Joachim Hartwig Meyer        | deutscher evangelisch-lutherischer Geistlicher                                             | 77    |       |
| 24. November | John S. Savage                      | US-amerikanischer Politiker                                                                | 43    |       |
| 25. November | Mathilde Franziska Anneke           | deutsch-US-amerikanische Schriftstellerin und Journalistin                                 | 67    |       |
| 25. November | Robert Alfred Cloyne Godwin-Austen  | englischer Geologe                                                                         | 76    |       |
| 25. November | Hermann Kolbe                       | deutscher Chemiker                                                                         | 66    |       |
| 26. November | Friedrich Nagel                     | deutscher Politiker und Jurist                                                             | 74    |       |
| 27. November | Fanny Elßler                        | österreichische Tänzerin                                                                   | 74    |       |
| 27. November | Leopold Hirsch Guggenheim           | Bürgermeister in Gailingen                                                                 | 66    |       |
| 27. November | Theodor Kotsch                      | deutscher Maler und Zeichner                                                               | 66    |       |
| 28. November | Georg Adolf Keferstein              | deutscher Entomologe                                                                       | 91    |       |
| 28. November | Gustav Meyer                        | deutscher Richter und Politiker                                                            | 71    |       |
| 29. November | Franz Joseph Rudigier               | österreichischer Geistlicher, Bischof der Diözese Linz und Politiker, Landtagsabgeordneter | 73    |       |
| 29. November | Leopold Stoll                       | österreichischer Blumenmaler                                                               | 81    |       |
| 29. November | Franz Wirz                          | Schweizer Politiker                                                                        | 68    |       |
| 30. November | Siegfried Abt                       | Schweizer Jurist, Journalist und Diplomat                                                  | 40    |       |
| 30. November | Boleslaw Michailowitsch Markewitsch | russischer Schriftsteller, Journalist und Literaturkritiker                                |       |       |
| 30. November | Johann Christian Karl Trebitz       | deutscher Dichter und Pfarrer                                                              | 66    |       |
| November     | Helen Searle                        | US-amerikanische Malerin                                                                   | ≈50   |       |

## Dezember
| Tag          | Name                                              | Beruf, bekannt als                                                                                  | Alter | Beleg |
| ------------ | ------------------------------------------------- | --------------------------------------------------------------------------------------------------- | ----- | ----- |
| 2. Dezember  | Friedrich Marpurg                                 | deutscher Dirigent und Komponist                                                                    | 59    |       |
| 3. Dezember  | Gustave Bridel                                    | Schweizer Ingenieur                                                                                 | 57    |       |
| 3. Dezember  | Franz Wieschebrink                                | deutscher Historien- und Genremaler                                                                 | 66    |       |
| 4. Dezember  | Alfred Ritter von Franck                          | österreichischer Maler, Radierer, Lithograf und Kunstprofessor                                      | 76    |       |
| 4. Dezember  | Alice Mary Smith                                  | englische Komponistin                                                                               | 45    |       |
| 6. Dezember  | Adolf Moraht                                      | deutscher evangelisch-lutherischer Geistlicher und religiöser Dichter                               | 79    |       |
| 8. Dezember  | Sigmund Lebert                                    | deutscher Musikpädagoge                                                                             | 62    |       |
| 9. Dezember  | Bolko zu Stolberg-Wernigerode                     | deutscher Lokalpolitiker                                                                            | 61    |       |
| 10. Dezember | Jules Bastien-Lepage                              | französischer Maler                                                                                 | 36    |       |
| 10. Dezember | Ludwig Lautz                                      | deutscher Bankier und Politiker                                                                     | 54    |       |
| 10. Dezember | Erik Johan Löfgren                                | finnischer Historien- und Porträtmaler der Düsseldorfer Schule                                      | 59    |       |
| 10. Dezember | Eduard Rüppell                                    | deutscher Naturwissenschaftler und Afrikaforscher                                                   | 90    |       |
| 11. Dezember | Émile Félix Fleury                                | französischer General und Diplomat                                                                  | 68    |       |
| 12. Dezember | Ernst von Geßler                                  | württembergischer Regierungsrat                                                                     | 66    |       |
| 12. Dezember | Joseph von Rotteck                                | Freiburger Bürgermeister                                                                            | 78    |       |
| 13. Dezember | Lars Anton Anjou                                  | schwedischer Theologe und Politiker                                                                 | 81    |       |
| 13. Dezember | Eugène Pelletan                                   | französischer Schriftsteller, Publizist und Politiker                                               | 71    |       |
| 14. Dezember | August Paetsch                                    | deutscher Theaterschauspieler und Opernsänger (Bariton)                                             | 67    |       |
| 14. Dezember | Christian Ferdinand Schiess                       | Schweizer Söldner                                                                                   | 28    |       |
| 16. Dezember | Louis Alexandre Auguste Chevrolat                 | französischer Entomologe                                                                            | 85    |       |
| 16. Dezember | Hubert Grouven                                    | deutscher Agrikulturchemiker                                                                        |       |       |
| 18. Dezember | Hermann von Abendroth                             | Abgeordneter im Sächsischen Landtag                                                                 | 77    |       |
| 18. Dezember | Egmont Lucius                                     | deutscher Politiker im Herzogtum Braunschweig und Mitglied der Braunschweigischen Landesversammlung | 70    |       |
| 18. Dezember | Leopold Schoeller                                 | deutscher Unternehmer und Gründer der Anker-Teppichfabrik                                           | 92    |       |
| 19. Dezember | Ludwig von Rößler                                 | nassauischer Abgeordneter                                                                           | 75    |       |
| 20. Dezember | John Chisum                                       | US-amerikanischer Rinderbaron                                                                       | 60    |       |
| 20. Dezember | Domenico Consolini                                | Kurienkardinal                                                                                      | 78    |       |
| 20. Dezember | Johann Albrecht Drost                             | deutscher Richter und Parlamentarier                                                                | 68    |       |
| 20. Dezember | José Güell y Renté                                | kubanisch-spanischer Politiker und Schriftsteller                                                   | 66    |       |
| 20. Dezember | Ferdinand Schröder                                | deutscher Theologe und Pädagoge                                                                     | 72    |       |
| 22. Dezember | Francesco Fiorentino                              | italienischer Philosoph                                                                             | 50    |       |
| 23. Dezember | Samuel Rowbotham                                  | englischer Erfinder und Autor                                                                       |       |       |
| 23. Dezember | Konrad Seidl                                      | österreichischer Politiker                                                                          | 60    |       |
| 24. Dezember | Heinrich Gottfried Grimm                          | preußisch-deutscher Mediziner und Militärarzt                                                       | 80    |       |
| 24. Dezember | Philipp von Jolly                                 | deutscher Physiker und Mathematiker                                                                 | 75    |       |
| 24. Dezember | Carl Schwatlo                                     | deutscher Architekt                                                                                 | 53    |       |
| 25. Dezember | Salomon Herxheimer                                | deutscher Rabbiner                                                                                  | 83    |       |
| 25. Dezember | Joseph Friedrich Josenhans                        | deutscher Missionar                                                                                 | 72    |       |
| 26. Dezember | Friedrich zu Hohenlohe-Waldenburg-Schillingsfürst | Fürst der Standesherrschaft Hohenlohe-Waldenburg-Schillingsfürst, Heraldiker und Sphragistiker      | 70    |       |
| 27. Dezember | Gustav Herth                                      | badischer Landwirt und Politiker                                                                    | 64    |       |
| 29. Dezember | Wincenty Dunin-Marcinkiewicz                      | polnischer Schriftsteller                                                                           | 76    |       |
| 29. Dezember | Georg Müller                                      | Bürgermeister und Abgeordneter                                                                      | 69    |       |
| 29. Dezember | Johann Petzmayer                                  | österreichischer Zithervirtuose                                                                     | 81    |       |
| 30. Dezember | Peter Joseph Blum                                 | Bischof von Limburg                                                                                 | 76    |       |
| 30. Dezember | Sylvester Marsh                                   | US-amerikanischer Eisenbahningenieur                                                                | 81    |       |
| 31. Dezember | Gustav von Piotrowski                             | österreichisch-polnischer Physiologe                                                                | 51    |       |

## Datum unbekannt
| Tag | Name                               | Beruf, bekannt als                                                         | Alter | Beleg |
| --- | ---------------------------------- | -------------------------------------------------------------------------- | ----- | ----- |
|     | Tomàs Aguiló i Forteza             | mallorquinischer Dichter                                                   |       |       |
|     | Louis Aickelin                     | deutscher Skribent, Kopist und Fotograf                                    | 74    |       |
|     | Ramón Allende Padín                | Mediziner, Politiker der radikalen Partei Chiles und Freimaurer            |       |       |
|     | Mirza Sa'id Khan Ansari            | persischer Außenminister                                                   |       |       |
|     | Henri Anatole de Beaulieu          | französischer Maler                                                        |       |       |
|     | Carl Berthold                      | deutscher Musiker, Feuerwerker und Fotograf                                | 66    |       |
|     | Joseph Jacob Bollinger             | Champagnerproduzent                                                        |       |       |
|     | Petros Brailas-Armenis             | griechischer Philosoph                                                     |       |       |
|     | Levi S. Chatfield                  | US-amerikanischer Jurist und Politiker                                     |       |       |
|     | Chemnitzer Teermumie               | deutscher Leichnam                                                         |       |       |
|     | Stanislaus von Chlebowski          | polnischer Maler                                                           |       |       |
|     | Alejandro Chucarro                 | uruguayischer Politiker                                                    |       |       |
|     | Benjamin Corenwinder               | französischer Chemiker und Fabrikant                                       |       |       |
|     | Henri Philibert Joseph Delmotte    | belgischer Bühnendichter                                                   |       |       |
|     | Emil Ebers                         | deutscher Maler                                                            |       |       |
|     | Johann Erling                      | deutscher Mühlenbauer und Müller                                           |       |       |
|     | Arnold Ferdinand Ewald             | deutscher Maler und Schüler der Berliner Akademie                          |       |       |
|     | Pierre Guillaume Camille Forthomme | französischer Physiker und Chemiker                                        |       |       |
|     | Maria Furtner                      | Bäuerin, die 50 Jahre lang keine feste Nahrung zu sich genommen haben soll |       |       |
|     | August Graeff                      | Ingenieur                                                                  |       |       |
|     | Stanislas Guyard                   | französischer Orientalist                                                  |       |       |
|     | Kofi Karikari                      | Asantehene (Herrscher) des Königreichs Aschanti                            |       |       |
|     | Adèle Kindt                        | belgische Historien- und Genremalerin                                      |       |       |
|     | Robert Kleyenstüber                | deutscher Kaufmann und Reeder                                              |       |       |
|     | Wilhelm Koller                     | österreichischer Historienmaler                                            |       |       |
|     | Benedikt Latzl                     | mährischer Orgelbauer                                                      |       |       |
|     | Jacob Lienau                       | deutscher Kaufmann                                                         |       |       |
|     | Gustav Lüderitz                    | deutscher Kupferstecher und Lithograph                                     |       |       |
|     | Mirza Jawan Bakht                  | designierte Thronfolger des Mogulreichs                                    |       |       |
|     | Georg Oppenheimer                  | deutscher Jurist                                                           |       |       |
|     | Georg Christian Perlberg           | deutscher Maler                                                            |       |       |
|     | John Player                        | britischer Unternehmer                                                     |       |       |
|     | Pocatello                          | Häuptling der Shoshone                                                     |       |       |
|     | Wilhelm Theodor von Schiefler      | deutsch-brasilianischer Schriftsteller, Lehrer und Sprachwissenschaftler   |       |       |
|     | Otto Schlomka                      | deutscher Rittergutsbesitzer und Politiker, MdR                            |       |       |
|     | Julius Schnitzler                  | deutscher Fabrikant, Beigeordneter, Kreistagsabgeordneter                  |       |       |
|     | Wilhelm Schultze                   | deutscher Abgeordneter der Frankfurter Nationalversammlung                 |       |       |
|     | Hermann Steche                     | deutscher Verwaltungsbeamter und Parlamentarier                            |       |       |
|     | Ténimoun dan Sélimane              | Sultan von Zinder                                                          |       |       |
|     | Nerses II. Varjapetian             | armenischer Patriarch von Konstantinopel                                   |       |       |
|     | Ludwig Weineck                     | deutscher Orgel- und Klavierbauer                                          |       |       |
|     | Frederick August Wenderoth         | deutsch-US-amerikanischer Maler, Fotograf und Lithograf                    |       |       |
|     | Christian Martin Winterling        | deutscher Schriftsteller, Anglist und Romanist                             |       |       |